# سد أوروفيل
سد أوروفيل (بالإنجليزية: Oroville Dam) هو سد جسر على نهر فيذر شرق مدينة أوروفيل، كاليفورنيا، في الولايات المتحدة. يبلغ ارتفاعه 770 قدم (235 متر)، ويعتبر أطول سد في الولايات المتحدة، الغرض من السد هو تأمين إمدادات المياه وتوليد الطاقة الكهرومائية والسيطرة على الفيضانات. وتعتبر بحيرة سد أوروفيل، ثاني أكبر بحيرة من صنع الإنسان في ولاية كاليفورنيا، وتستوعب تخزين أكثر من 3.5 مليون قدم فدان (4.4 كم 3). وتقع في سييرا نيفادا شرق سفوح وادي سكرامنتو. 

## فشل مفيض السد 2017

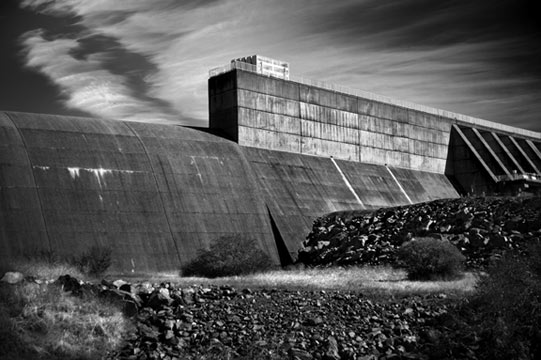
Partial view of the dam's emergency spillway (left) next to its main service spillway (far right) (2008)

## وصلات خارجية
- Current Conditions, Oroville Reservoir, California Department of Water Resources
- الموقع الرسمي
- Oroville Facilities, FERC Project #2100
- Oroville Facilities Relicensing نسخة محفوظة 11 مايو 2009 على موقع واي باك مشين.